# Syrphophagus rossittenicus
Syrphophagus rossittenicus is een vliesvleugelig insect uit de familie Encyrtidae. De wetenschappelijke naam is voor het eerst geldig gepubliceerd in 1993 door Trjapitzin & Manukyan.